# وين دي في دي
وين دي في دي (بالإنجليزية: WinDVD)‏ هو برنامج مملوك وتجاري مِن شركة كوريل، أُصدر في عام 1998، وهو مُوَّجه لمايكروسوفت ويندوز لتشغيل ملفات الفيديو والصوت، حيثُ يدعم صيغ ملفات مُتعدِّدة. تدعم الإصدارات الأحدث منه البرنامج أقراص بلو راي وأقراص أسطوانات الفيديو الرقمية فائقة الدقة (HD DVD). ويدعم الإصدار 11 مِنهُ المُحتويات الثُلاثيَّة الأبعاد، مع دعم النظارات الثُلاثيَّة الأبعاد كذلك.

## قراءة مُتعمقة
- "Corel WinDVD Pro 11 Reviewer's Guide" (PDF). شركة كوريل. مؤرشف من الأصل (PDF) في 2011-11-13. اطلع عليه بتاريخ 2023-07-29.

## روابط خارجيَّة
- الموقع الرسمي